# Измайлов, Роман Игоревич
Роман Игоревич Измайлов (род. 12 октября 1990) — российский прыгун в воду.

## Карьера
Тренируется в ЦСКА (Москва).
Неоднократный призёр Этапов Кубка Мира. Многократный чемпион и призёр чемпионатов России.
Член сборной команды России.
Выиграв бронзу чемпионатат мира 2015 года в синхронном прыжке с 10-метровой вышке в паре с Виктором Минибаевым завоевал путёвку на Олимпиаду - 2016.
Выиграл золото Летней Универсиады 2017 года в синхронных прыжках с 10-метровой вышки в паре с Никитой Шлейхером

## Образование
Закончил Российский государственный университет физической культуры, спорта и туризма
по специальности тренер-преподаватель.

## Вне спорта
Принимал участие в съёмках телевизионного шоу «Вышка» на Первом канале (2013).